# EFG
Erhvervsfaglige Grunduddannelser - EFG er navnet på en tidligere ungdomsuddannelse som et alternativ til mesterlæren. 
Uddannelsen var bygget op omkring et basisår (EFG 1.del), hvor man fik mulighed for at afprøve forskellige fag, inden man tog kontakt til en virksomhed. Uddannelsen var således baseret på at man fik en læreplads/praktikplads efterfølgende. EFG 2.delen var på 1-2 år, og afsluttedes med et EFG-uddannelsesbevis (svarende til et svendebrev/lærebrev). Basisåret var desuden første år på HTX og HHX. Foruden teoretisk og praktisk faglig uddannelse var der også SVSD: samtidsorientering, virksomhedslære, samarbejdslære og dansk. Basisåret på 'Handel og kontor' kan sammenlignes med den nuværende HG-uddannelse.
Uddannelsen var et led i Lov om Erhvervsfaglige Grunduddannelser som blev vedtaget i 1977 og fungerede parallelt med lærlingeloven af 1956. I 1989 (30. marts – 100-årsdagen for den første lærlingelov i Danmark) blev Lov om Erhvervsuddannelser vedtaget. Den nye lov erstattede Lov om Erhvervsfaglige Grunduddannelser og EFG-uddannelsen blev fra da af afløst af EUX- og EUD-uddannelserne.

## Hovedområder
- Bygge og anlæg – stenhugger, brolægger, glarmester o.lign.[1]
- Grafiske fag – typotekniker, bogbinder, pressefotograf o.lign.[1]
- Handel og kontor – butiksassistent, kontorassistent o.lign.[1]
- Jern og metal – rørsmed, elektronikmekaniker, finmekaniker o.lign.[1]
- Jordbrug – skovbruger, planteskolegartner, dyrebruger o.lign.[1]
- Landtransport – eksportchauffør, kranfører, Falck-redder o.lign.[1]
- Levnedsmidler – bager, smørrebrødsjomfru, tarmrenser o.lign.[1]
- Servicefagene – modist, autosadelmager, serigraf, frisør o.lign.[1]